# Playing My Fiddle for You
Playing My Fiddle for You es el tercer álbum de estudio por el músico estadounidense Papa John Creach, junto con su banda Zulu. Fue publicado en febrero de 1974 a través de Grunt Records.

## Recepción de la crítica
Un escritor no especificado de la revista Cash Box escribió: “Tocando su violín tradicional con la experiencia que primero llamó la atención de Jefferson Airplane y Grunt, John toca algunas de las notas más increíbles que jamás hayas escuchado”. Un escritor no especificado de la revista Billboard comentó: “No sólo toca el violín con entusiasmo, sino que Papa John suena fuerte y juvenil como vocalista. [...] Los solos son inventivos y la música bastante bailable. Creach es bastante capaz de adaptar su instrumento a los ritmos contemporáneos”.

## Lista de canciones
Todas las canciones escritas y compuestas por Zulu, excepto donde esta anotado. 
| Lado uno |                                                            |          |  |
| N.º      | Título                                                     | Duración |  |
| 1.       | «Friendly Possibilities»                                   | 4:08     |  |
| 2.       | «Milk Train» (Papa John Creach, Grace Slick, Roger Spotts) | 3:03     |  |
| 3.       | «I Miss You So» (Jimmy Henderson, Bertha Scott, Sid Robin) | 3:24     |  |
| 4.       | «String Jet Continues» (Creach)                            | 7:47     |  |

| Lado dos |                            |          |  |
| N.º      | Título                     | Duración |  |
| 1.       | «Playing My Music»         | 3:40     |  |
| 2.       | «Git It Up» (Creach, Zulu) | 2:52     |  |
| 3.       | «Gretchen» (Creach, Zulu)  | 3:46     |  |
| 4.       | «One Sweet Song»           | 4:11     |  |
| 5.       | «Golden Dreams»            | 3:08     |  |

## Créditos y personal
Créditos adaptados desde las notas de álbum de Playing My Fiddle for You.
Papa John Creach and Zulu
- Papa John Creach – violín, voces
- Carl Byrd – batería, percusión, voces
- John Parker – clavinet, órgano, celesta, voces
- Holden Raphael – conga, percusión, armónica
- Kevin Moore – guitarra, voces
- Sam Williams – bajo eléctrico

Personal técnico
- Al Schmitt – productor
- Jamie Howell – productor asistente
- Richie Schmitt – ingeniero de audio
- Dennis Smith – ingeniero asistente
- Artie Torgersen – ingeniero asistente
- Marty Paich – arreglos de trompa
- H.B. Greene – diseño de portada, fotografía